# Boca del Inambari
Boca del Inambari es una comunidad nativa Harákmbut, también conocida con el nombre de Araza Oetapo,  está ubicada en el distrito de Tambopata, provincia de Tambopata en el departamento de Madre de Dios, en el  Perú. Es reconocida como una comunidad nativa según la resolución de reconocimiento R.D. 070-84-AG-RA-XXIV-MD de fecha 29/11/1984. Cuenta con titulación de la localidad R.M. 00735-86-AG/DGRA/AR expedida el 05/09/1986

## Extensión y población
Esta comunidad posee una extensión de 6273.81338559 hectáreas y alberga a una población de 65 habitantes.

## Salud y educación
La comunidad cuenta con dos instituciones educativas del nivel inicial y primaria. No cuenta con puesto de salud que es una demanda de los pobladores.